# Mombasa (gioco)
Mombasa è un gioco da tavolo in stile tedesco del 2015 di Alexander Pfister.
il gioco è stato pubblicato inizialmente con il nome di Afrika 1830, e ha vinto la competizione per autori di giochi Hippodice Spieleclub del 2011; è stato pubblicato nell'edizione definitiva dall'editore tedesco eggertspiele nel 2015 e distribuito da Pegasus Games.
Nel 2016 il gioco ha vinto il premio Deutscher Spiele Preis.

## Ambientazione
Il tema è la rivalità tra quattro compagnie di trading in Africa. I giocatori comprano azioni nelle compagnie e le espandono a loro vantaggio, con l'obiettivo di costruire il portafoglio più prezioso. Le meccaniche del gioco comprendono il deckbuilding e il piazzamento dei lavoratori. 

## Partita
Il gioco si gioca su un tabellone raffigurante una mappa dell'Africa e si svolge in sette round. Ogni giocatore ha una mano simile di carte e due segnalini bonus. Per iniziare un round, i giocatori selezionano simultaneamente le carte da attivare in questo turno. I giocatori quindi, a turno, usano carte attive di un tipo o posizionano un segnalino bonus. I turni continuano intorno al tavolo finché non passano tutti.
Le carte sono di diversi tipi. Le carte merci rappresentano da 1 a 4 banane, caffè o cotone. Sono utilizzati per acquistare nuove carte o per avanzare lungo un percorso aziendale per guadagnare azioni, contanti e altri bonus. Le carte Esplorazione, anch'esse valutate da 1 a 4, aggiungono una postazione commerciale alla mappa, aumentando il prezzo delle azioni di una società e dando varie ricompense al giocatore. Le carte del contabile espandono il grimorio di un giocatore e le carte commerciante generano diamanti, entrambi contano ai fini del punteggio finale. Inizialmente, ogni giocatore ha tre slot per le carte attive. La raccolta di libri e diamanti può aprire due ulteriori slot. Le carte condivise vengono visualizzate più avanti nel gioco; non consentono alcuna azione ma aumentano il punteggio del giocatore.
I segnalini bonus vengono posti sugli spazi di collocamento dei lavoratori sul tabellone per richiedere vari benefici. La maggioranza degli spazi fa avanzare il giocatore con i beni più preziosi o le carte esplorazione lungo un tracciato aziendale. Gli spazi tessera danno una carta in più per il turno successivo. Altri spazi consentono a un giocatore di acquistare o vendere carte in cambio di contanti o di rivendicare il diritto di giocare il primo round successivo.
Dopo ogni round, i giocatori recuperano alcune delle carte che hanno usato nei round precedenti utilizzando una meccanica unica. Ogni carta attiva viene spostata in una delle diverse pile a riposo, dopo aver raccolto solo una delle pile a riposo. Dopo sette round, ogni giocatore valuta le proprie azioni, libri, diamanti e contanti; vince il giocatore più ricco.

## Premi e riconoscimenti
Il gioco ha vinto i seguenti premi e avuto i seguenti riconoscimenti:
- 2016
  - Deutscher Spiele Preis: vincitore[4];
  - International Gamers Award: vincitore nella categoria General Strategy: Multi-player;
  - Jogo do Ano: vincitore;
  - Kennerspiel des Jahres: gioco raccomandato;
- 2017
  - Nederlandse Spellenprijs: gioco nominato nella categoria Best Expert Game;